# Yohkiroh, le royaume des geishas
Pour plus de détails, voir Fiche technique et Distribution.
Yohkiroh, le royaume des geishas (陽暉楼, Yohkiroh) est un film japonais réalisé par Hideo Gosha, sorti en 1983.
C'est l'adaptation du roman du même nom de Tomiko Miyao.

## Fiche technique
Sauf indication contraire, les informations mentionnées dans cette section peuvent être confirmées par la base de données cinématographiques IMDb,  présente dans la section « Liens externes ».
- Titre original : 陽暉楼 (Yohkiroh?)
- Titre français : Yohkiroh, le royaume des geishas
- Réalisation : Hideo Gosha
- Scénario : Kôji Takada d'après le roman de Tomiko Miyao
- Direction artistique : Yoshinobu Nishioka et Kenji Yamashita
- Décors : Genzô Watanabe
- Costumes : Mamoru Mori et Ken Toyonaka
- Photographie : Fujio Morita
- Montage : Isamu Ichida
- Musique : Masaru Satô
- Société de production : Toei
- Pays d'origine : Japon
- Format : Couleurs - 2,35:1 - Mono
- Genre : drame, guerre
- Durée : 144 minutes
- Date de sortie :
  - Japon : 10 septembre 1983

## Distribution
- Ken Ogata : Katsuzo
- Kimiko Ikegami : Momowaka
- Atsuko Asano : Tamako
- Mitsuko Baishō : Osodé